# Lori Heuring
Lori Ann Heuring (* 6. April 1973 in Panama-Stadt) ist eine US-amerikanische Schauspielerin.

## Leben und Karriere
Heuring wuchs im texanischen Austin auf. Sie absolvierte Wirtschaftswissenschaften an der University of Texas und zog später nach Los Angeles. 
Heuring debütierte 1994 als Schauspielerin in einer Nebenrolle im Film 8 Seconds – Tödlicher Ehrgeiz. Später war sie in kleinen Nebenrollen in zahlreichen Fernsehserien wie Walker, Texas Ranger und Eine himmlische Familie zu sehen. Die erste Hauptrolle spielte sie im Thriller Die eiskalte Clique (2000). Im David-Lynch-Thriller Mulholland Drive – Straße der Finsternis (2001) spielte sie neben Naomi Watts und Laura Harring, im Thriller True Blue (2001) neben Tom Berenger die Hauptrolle. Weitere Hauptrollen folgten in weniger bekannten Filmen wie King's Highway (2002), Gas Station Jesus (2004), Mummy an' the Armadillo (2004) und 8mm 2 – Hölle aus Samt (2005).

## Filmografie (Auswahl)
- 1994: 8 Seconds – Tödlicher Ehrgeiz (8 Seconds)
- 1995: Animal Room
- 1995: Der Mörder in ihrem Bett (Texas Justice)
- 1998: Get a Job
- 1998: Die Newton Boys (The Newton Boys)
- 1998: Blade Squad
- 1999: Just Sue Me
- 2000: Die eiskalte Clique (The In Crowd)
- 2001: Mulholland Drive – Straße der Finsternis (Mulholland Dr.)
- 2001: Pretty When You Cry
- 2001: True Blue
- 2002: King’s Highway
- 2002: Taboo – Das Spiel zum Tod (Taboo)
- 2003: Die Wutprobe (Anger Management)
- 2003: Das Urteil – Jeder ist käuflich (Runaway Jury)
- 2004: Gas Station Jesus
- 2004: Mummy an’ the Armadillo
- 2004: Soccer Dog: European Cup
- 2005: 8mm 2 – Hölle aus Samt (8MM 2)
- 2006: Zombies (Wicked Little Things)
- 2008: Prom Night
- 2008: The Poker Club
- 2008: R.P.M.
- 2009: Hunger
- 2009: Within
- 2010: Magic
- 2011: Meine erfundene Frau (Just Go with It)
- 2011: Cross